# Deudorix meeki
Deudorix meeki är en fjärilsart som beskrevs av Rothschild 1911. Deudorix meeki ingår i släktet Deudorix och familjen juvelvingar. Inga underarter finns listade i Catalogue of Life.